# Tonium
A tonium a neoproterozoikum földtörténeti idő első időszaka, amely a steniumot követte. 1000 millió évvel ezelőtt (mya) kezdődött, és 850 millió éve ért véget, amikor a kriogén váltotta fel. Neve a görög „nyújtózik, kiterjed” jelentésű τόνος (tonosz) szóból ered.
Az alsó időhatárt nem ősmaradványok vagy jellemző kőzetek alapján határozták meg, hanem a Nemzetközi Rétegtani Bizottság (International Commission on Stratigraphy, ICS) állapította meg. Rétegtani referencia és biosztratigráfia nélküliek. Ennek oka az, hogy kevés tonium-korú képződmény ismert, az ismert élővilág pedig néhány egysejtűre korlátozódik. A radiometrikus mérésekkel 1000–850 millió év közé dátumozható képződmények a toniumba tartoznak. Az időszak végét az edmund orogén lezárulta és a tillites üledékek megjelenése jelzi.

## Geológia, tektonika
Az időszak kezdetét a grenvilli orogén fázis vége jelzi. Ekkor egyetlen kontinens létezett, Rodinia, amelyben már minden lényeges mai lemez őse megtalálható. A kontinens körüli világóceán neve Mirovia. Ez után kezdődött el a Rodinia szétszakadása, az új óceáni aljzatok felnyílása. A tonium végén újabb hegységképződés kezdődött, az edmund orogén fázis (920–850 millió éve).

## Élővilág
A toniumra tehető az architarkok (egysejtű organizmusok) első szétrajzása.